# Murgași
Murgași – wieś w Rumunii, w okręgu Dolj, w gminie Murgași. W 2011 roku liczyła 565 mieszkańców.